# Viktor Kosicikin
Viktor Kosicikin (n. 25 februarie 1938, Rybnovsky District⁠(d), RSFS Rusă, URSS – d. 30 martie 2012, Moscova, Rusia) a fost un patinator de viteză ce a reprezentat Uniunea Republicilor Sovietice Socialiste, medaliat olimpic. A participat la 2 ediții ale Jocurilor Olimpice (1960, 1964) în care a câștigat o medalie de aur și o medalie de argint.